# Деснокита
Деснокита (бел. Дзеснакіта) — деревня в Мстиславском районе Могилёвской области Белоруссии. Входит в состав Копачевского сельсовета.

## География
Деревня находится в северо-восточной части Могилёвской области, в пределах Оршанско-Могилёвской равнины, на берегах реки Чёрная, на расстоянии примерно 9 километров (по прямой) к северо-западу от Мстиславля, административного центра района. Абсолютная высота — 178 метров над уровнем моря.

## История
В конце XVIII века деревня входила в состав Мстиславского воеводства Великого княжества Литовского.
Согласно «Списку населенных мест Могилёвской губернии» 1910 года издания населённый пункт входил в состав Старосельского сельского общества Старосельской волости Мстиславского уезда Могилёвской губернии. В деревне имелось 43 двора и проживало 267 человек (130 мужчин и 137 женщин).
До 2013 года Деснокита входила в состав ныне упразднённого Лютненского сельсовета.

## Население
По данным переписи 2009 года, в деревне проживало 20 человек.